# Muhàmmad Saki Mustaidd Khan
Muhàmmad Saki Mustaidd Khan (vers 1648- Delhi, 1723) fou un historiador de l'Índia mogol. Fou adoptat i va servir al seu pare adoptiu amb lleialtat; a la seva mort va passar al servei d'Aurangzeb. Sota Xah Alam Bahadur Xah (Xa Alam I 1707-1712) fou secretari d'un ministre a instància del qual va escriure la història del regne d'Aurangzeb titulada «Maathir-i Alamgiri». Els primers deu anys són un resum de la història de Mirza Kazim però els altres quaranta anys són obra pròpia.